# Райкови
Райкови (пол. Rajkowy, нім. Raikau) — село в Польщі, у гміні Пельплін Тчевського повіту Поморського воєводства.
Населення — 1642 особи (2011).
У 1975-1998 роках село належало до Гданського воєводства.

## Демографія
Демографічна структура станом на 31 березня 2011 року:
|          | Загалом | Допрацездатний вік | Працездатний вік | Постпрацездатний вік |
| -------- | ------- | ------------------ | ---------------- | -------------------- |
| Чоловіки | 826     | 211                | 571              | 44                   |
| Жінки    | 816     | 203                | 507              | 106                  |
| Разом    | 1642    | 414                | 1078             | 150                  |